# Квартал TV
«Квартал TV» — загальноукраїнський розважальний телеканал, що входить до медіаконгломерату «1+1 Media». Розпочав мовлення 8 серпня 2016 року.

## Про канал
Мовлення телеканалу розпочалося 8 серпня 2016 року.
З 20 січня 2017 року телеканал перейшов на платну модель дистрибуції.
З 21 серпня 2021 року телеканал почав мовити у стандарті високої чіткості (HD).
У зв'язку з російським вторгненням в Україну з 24 лютого до 4 червня 2022 року телеканал цілодобово транслював інформаційний марафон «Єдині новини».
З 5 червня 2022 року телеканал відновив самостійне мовлення. Російськомовні програми тепер транслюються в українському озвученні.
31 жовтня 2023 року незапущений телеканал «Віжн 2» групи «1+1 Media» став переможцем конкурсу на отримання ліцензії на мовлення в MX-7 цифрової етерної мережі DVB-T2. 23 вересня 2024 року юридична особа «Віжн 2» — ТОВ «Віжн 2+2» — змінила назву на ТОВ «Віжн Квартал ТВ».
31 жовтня того ж року телеканал розпочав мовлення в MX-7 цифрової етерної мережі DVB-T2.
7 листопада Національна рада України з питань телебачення і радіомовлення переоформила цифрову ліцензію ТОВ «Віжн Квартал ТВ», змінивши структуру власності та логотип компанії з «Віжн 2» на «Квартал TV». Водночас регулятор скасував реєстрацію на супутникове мовлення ТОВ «Квартал ТВ», перереєструвавши ліцензію на ТОВ «Віжн Квартал ТВ».

## Мовлення

### Супутникове мовлення
| Супутник         | Стандарт | Частота | Символьна швидкість | Поляризація       | FEC | Формат зображення | Помітки | Кодування |
| ---------------- | -------- | ------- | ------------------- | ----------------- | --- | ----------------- | ------- | --------- |
| Astra 4A (4.8°E) | DVB-S2   | 11766   | 30000               | горизонтальна (H) | 2/3 | MPEG-4            | EPG     | FTA       |

### Етерне цифрове мовлення
| Канал | Мультиплекс | Стандарт | EPG        | Формат мовлення |
| ----- | ----------- | -------- | ---------- | --------------- |
| 5     | MX-7        | DVB-T2   | Green tick | SD 576 16:9     |

## Наповнення етеру

### Програми
- Вечірній Квартал
- Ліга сміху
- Розсміши коміка
- Розсміши коміка. Діти
- Жіночий квартал
- Київ Вечірній
- Помста природи
- Ігри приколів
- Бункер
- Чисто NEWS
- Байрактар NEWS
- Пекучі News

### Телесеріали

#### Іноземні серіали
- Клініка

#### Українські серіали
- 100 тисяч хвилин разом
- Батько рулить
- Біженка
- Великі Вуйки
- Випадкових зустрічей не буває
- Відморожений
- Волонтери
- Готель «Галіція»
- Гроза над Тихоріччям
- Дикі
- Джек і Лондон
- Дім Бобринських
- Догори дриґом
- Євродиректор
- Закохай мене, якщо зможеш
- Зірконавти
- Країна У
- Країна У 2.0
- Королі палат
- Мишоловка для кота
- Нове життя Василини Павлівни
- Одного разу під Полтавою
- Папік
- Різниця у віці
- Свати
- Село на мільйон
- Століття Якова
- Танька і Володька
- Хамелеон
- Ціна втечі
- #ЯЖЕБАТЬ
- Якщо чесно

### Мультсеріали
- Казкова Русь
- Крихітка Кро
- Чомуха
- Мульти Барбара

## Квартал TV International
«Квартал TV International» — український міжнародний розважальний телеканал, що входить до медіаконгломерату «1+1 Media». Міжнародна версія розважального телеканалу «Квартал TV».
Телеканал розпочав мовлення 2 травня 2022 року.
10 серпня 2023 року Національна рада України з питань телебачення і радіомовлення зареєструвала міжнародний телеканал суб'єктом у сфері медіа.
7 листопада 2024 року НацРада скасувала реєстрацію на супутникове мовлення ТОВ «Квартал ТВ», перереєструвавши ліцензію на ТОВ «Віжн Квартал ТВ».
1 січня 2025 року телеканал припинив супутникове мовлення. На засіданні 9 січня регулятор змінив технологію мовлення на OTT.

### Сітка мовлення
- Країна У
- Країна У 2.0
- Бункер
- Відморожений
- Великі Вуйки
- Київ Вечірній
- Танька і Володька
- Казкова Русь
- Крихітка Кро
- Готель «Галіція»
- Догори дриґом
- Дім Бобринських
- Джек і Лондон
- Недотуркані
- Нове життя Василини Павлівни
- Одного разу під Полтавою
- Вечірній квартал
- Ліга сміху
- Мишоловка для кота
- Розсміши коміка
- Королі палат
- Село на мільйон
- Розсміши коміка. Діти
- Різниця у віці
- Євродиректор
- Ігри приколів
- Байрактар NEWS
- 100 тисяч хвилин разом
- Папік
- Депутатки
- Жіночий квартал
- Зірконавти
- Чомуха